# Gerald Häfner
Gerald Häfner (ur. 3 listopada 1956 w Monachium) – niemiecki polityk i dziennikarz, były poseł do Bundestagu, deputowany do Parlamentu Europejskiego VII kadencji.

## Życiorys
Studiował nauki społeczne na uczelniach w Monachium, Witten i Bochum. Z zawodu nauczyciel, zajmował się działalnością publicystyczną jako niezależny dziennikarz. Współpracował też z różnymi centrami i instytucjami kulturalnymi. Zaangażowany w liczne akcje i inicjatywy społeczne. W 1979 był wśród założycieli niemieckich Zielonych (od 1993 działających jako Związek 90/Zieloni). Od 1991 do 1994 stał na czele tej partii w Bawarii.
W latach 1987–1990, 1994–1998 i 2001–2002 sprawował mandat deputowanego do Bundestagu.
W wyborach w 2009 z listy Zielonych został wybrany do Parlamentu Europejskiego. Zasiadł w grupie Zielonych i Wolnego Sojuszu Europejskiego, a także w Komisji Prawnej oraz Komisji Spraw Konstytucyjnych.